# ماتيو غريتي
ماتيو غريتي (بالإيطالية: Matteo Gritti)‏ هو لاعب كرة قدم إيطالي في مركز حراسة المرمى، ولد في 11 يونيو 1980 في سيريات في إيطاليا. لعب مع أتالانتا ونادي بترولول بلويشتي ونادي بيلينزونا ونادي كياسو ونادي لوغانو ويانغ بويز.

## وصلات خارجية
- ماتيو غريتي على موقع قاعدة بيانات كرة القدم.إي يو (الإنجليزية)
- ماتيو غريتي على موقع Soccerway.com (الإنجليزية)
- ماتيو غريتي على موقع عالم كرة القدم.نت (الإنجليزية)